# كيميا يوي
كيميا يوي (باليابانية: 油井亀美也) (و. 1970 – م) هو رائد فضاء من اليابان . ولد في ناغانو، ناغانو .

## ريادة الفضاء
شارك في المهمات الفضائية:
- Soyuz TMA-17M
- البعثة 44
- البعثة 45.

## التعليم
تعلم في أكاديمية الدفاع الوطني